# Tedania trirhaphis
Tedania trirhaphis är en svampdjursart som beskrevs av Koltun 1964. Tedania trirhaphis ingår i släktet Tedania och familjen Tedaniidae. Inga underarter finns listade i Catalogue of Life.